# Wann wir schreiten Seit’ an Seit’
Wann wir schreiten Seit’ an Seit’ ist ein Lied der Arbeiterbewegung, dessen Text 1914 von Hermann Claudius (Hamburg) gedichtet und 1915 von dem Juristen und Komponisten Michael Englert (1868–1956) vertont wurde.

## Inhalt
Das Lied ist vor dem gedanklichen Hintergrund der Jugendbewegung zu sehen, die Ende des 19. Jahrhunderts an Einfluss gewann. Sie wandte sich gegen die negativen Begleiterscheinungen der Industrialisierung und setzte ihnen eine Hinwendung zur Natur und zu traditionellen Kulturelementen entgegen. Ausformungen dieser Ideen waren Wanderfahrten mit Zeltübernachtungen und dem gemeinsamen Singen von Volksliedern.
Das Lied nimmt die Situation einer Wanderfahrt auf („schreiten Seit’ an Seit’ und die alten Lieder singen und die Wälder widerklingen“) und stellt sie in den größeren Rahmen einer gesellschaftlichen Entwicklung („fühlen wir, es muss gelingen. Mit uns zieht die neue Zeit“). Die zweite Strophe weist auf den proletarischen Hintergrund der Gruppe hin („eine Woche Hammerschlag, eine Woche Häuserquadern“) – im Gegensatz zu dem meist bürgerlichen Hintergrund anderer Gruppen und Wanderbewegungen – und auf den vorhandenen Veränderungswillen („aber niemand wagt zu hadern“). Die folgenden Strophen beleuchten das Streben nach einem neuen Verhältnis zur Natur (dritte Strophe: „Wie mit bittender Gebärde hält die alte Mutter Erde, daß der Mensch ihr eigen werde, ihm die vollen Hände hin.“) und zwischen Mann und Frau (vierte Strophe: „Mann und Weib und Weib und Mann sind nicht Wasser mehr und Feuer“), während die letzte Strophe den Bogen zum Beginn hin wieder schließt.

## Entstehungsgeschichte
Der Text des Liedes wurde erstmals 1914 in der Juni-Ausgabe der Arbeitenden Jugend, der Jugendbeilage der sozialdemokratischen Zeitung Hamburger Echo, abgedruckt. Damit wird die oft für die Entstehung genannte Jahreszahl 1916 ebenso widerlegt wie Claudius’ eigene Angabe, dass er beim Heimaturlaub Pfingsten 1916 durch eine vorüberschreitende, singende Jugendgruppe zu diesem Lied angeregt worden sei.
Auch die erste Melodie des Liedes wurde vor 1916 komponiert, Michael Englert schrieb sie im Frühjahr 1915 im Viervierteltakt. Im Zug der Aneignung des Liedes veränderte es sich in den Takten 9 („Mit uns“), 11 („neue“) und 13 („Mit uns“) hin zum Zweivierteltakt. Eine weitere, neue Melodie schrieb um 1930 Armin Knab, die keine weitere Verbreitung fand, aber bei nationalsozialistischen Verbänden wie Hitlerjugend und Bund Deutscher Mädel gesungen wurde. Der Kommunist Hein Hentschke verfasste 1938 im Konzentrationslager eine zusätzliche Strophe, in der er sich auf die Situation der Häftlinge in den Moorlagern bezog.

## Verbreitung
Die Hamburger SPD löste im März 1916 ihre Jugendorganisation, den Hamburger Jugendbund, auf. (Der Auflösung vorausgegangen waren inhaltliche Differenzen: Während sich der Jugendbund 1914 klar gegen den Krieg aussprach, hatte die Parteileitung mit dem zuständigen Armeekommando über Möglichkeiten einer vormilitärischen Ausbildung für die Jugendlichen gesprochen.) Nur 14 Tage später, am 17. März 1916, fand die Gründungsversammlung der Freien Jugendorganisation von Hamburg-Altona und Umgebung statt, auf der das Lied zum ersten Mal vom Hamburger Arbeiterjugendchor gesungen wurde.
Die Hamburger Jugendgruppe führte es beim ersten reichsweiten Arbeiterjugendtag vom 28. bis 30. August 1920 auf, wo es zur Hymne des Jugendtages wurde („… Aber das Lied ‚Wann wir schreiten Seit’ an Seit’‘ erhob sich doch immer wieder über unsre Reihen, sieghaft, kraftvoll. Die Hamburger haben es mitgebracht, haben es bei der Begrüßungsfeier am Sonnabend morgen gesungen.“) und sich danach als „Weimarlied“ im ganzen Deutschen Reich verbreitete.
Wie bei Liedern mit Heilsgewissheit nicht ungewöhnlich – und erleichtert durch den politisch wenig spezifizierten Text – griffen es andere Gruppierungen auf und sangen es teilweise in abgewandelter Form: „Alle weltanschaulichen Richtungen konnten ihre Überzeugungen, Zukunftshoffnungen oder ihr ideologisches Gebräu in das leere Gefäß der ‚Neuen Zeit’ gießen“.
Katholische Verbände änderten den Refrain auf „Christus, Herr der Neuen Zeit“, die KPD und zugehörige Organisationen sangen „Mit uns zieht Karl Liebknechts Geist“ oder „… Ernst Thälmanns Geist“, nationalsozialistische Organisationen verwendeten den Refrain „Mit uns zieht das Dritte Reich“ und die Melodie von Armin Knab. Die SA nahm das Lied 1933 unter der Rubrik „Eigene Lieder“ in ihre Liederbücher auf, womit das Lied den Weg seines Dichters nachvollzogen hatte, der 1933 das Gelöbnis treuester Gefolgschaft der deutschen Dichter für Adolf Hitler unterschrieb und 1940 einen Hymnus auf diesen dichtete.
Nach dem Zweiten Weltkrieg erhielt das Lied in der DDR einen festen Platz im Repertoire zahlreicher Jugend- und Arbeiterchöre, auch im Liederbuch der Freien Deutschen Jugend. Weiterhin war es Teil des schulischen Musikunterrichts (dabei wurde in den Lehrbüchern die vierte Strophe „Mann und Weib und Weib und Mann …“ weggelassen.) Zu Beginn der 1950er Jahre spielten die drei DDR-Radiosender die ersten vier Takte des Refrains („Mit uns zieht die neue Zeit“) als Pausenzeichen. Das Schallplattenlabel Eterna veröffentlichte einen Tonträger unter dem Titel Wann wir schreiten Seit’ an Seit’ (Eterna Nr. 810 022), weiter wurde das Lied bei Eterna als Teil zweier Kompilationen von Arbeiterliedern veröffentlicht.
In der Bundesrepublik Deutschland wurde es in den 1960er Jahren Schlusslied auf Parteitagen der SPD. Wie Brüder, zur Sonne, zur Freiheit wurde es für die Parteihymne der SPD gehalten. Außer der SPD rechneten ihr nahestehende Organisationen das Stück zu ihrem Liedgut, u. a. die SPD-Jugendorganisation Jusos, die Arbeiterwohlfahrt und die IG Metall. Wegen des Gebrauchs des Liedes im Nationalsozialismus und der Rolle des Schöpfers Hermann Claudius im Nationalsozialismus haben die Jusos 2018 dazu aufgefordert, dass das Lied nicht mehr auf SPD-Veranstaltungen gespielt wird. Auf Empfehlung des SPD-Geschichtsforums entschied der Parteivorstand im Jahr 2021, dass das Lied nicht mehr gesungen werden soll.
Am 23. November 2005 wurde das Lied beim Großen Zapfenstreich anlässlich der Verabschiedung Peter Strucks (SPD) aus dem Amt des Bundesverteidigungsministers auf dessen Wunsch gespielt.

## Tonträger
- Wann wir schreiten Seit an Seit. Hymnen & Kampflieder der Arbeiterbewegung. Phonica (Das Ohr), 2004